# Кастелнуово Скривија
Кастелнуово Скривија (итал. Castelnuovo Scrivia) је насеље у Италији у округу Алесандрија, региону Пијемонт.
Према процени из 2011. у насељу је живело 4768 становника. Насеље се налази на надморској висини од 88 м.

## Становништво
| 1936. | 1951. | 1961. | 1971. | 1981. | 1991. | 2001. | 2011. |
| ----- | ----- | ----- | ----- | ----- | ----- | ----- | ----- |
| 5.886 | 5.819 | 5.819 | 6.012 | 6.061 | 5.859 | 5.624 | 5.414 |